# Castell’Arquato
Castell’Arquato (emilián nyelven Castél Arcuä) település Olaszországban, Emilia-Romagna régióban, Piacenza megyében. Lakosainak száma 4617 fő (2023. január 1.). Castell’Arquato Alseno, Carpaneto Piacentino, Fiorenzuola d’Arda, Lugagnano Val d’Arda és Vernasca községekkel határos.

## Népesség
A település lakossága az elmúlt években az alábbi módon változott:
| Lakosok száma | 4668 | 4621 | 4617 |
|               | 2017 | 2018 | 2023 |